# 세나 그무르
세나 그무르(Senna Guemmour, 1985년 12월 28일 ~ )는 독일의 싱어송라이터이다.